# Bálint Szeghalmi
Bálint Szeghalmi (Budapest, 16 de septiembre de 1980) es un ciclista húngaro.

## Trayectoria
Antes de pasarse a la ruta, fue un corredor de ciclocrós donde obtuvo un notable palmarés en pruebas locales.
Debutó como profesional en 2007 con el equipo húngaro Cornix.
En 2011 dio el salto al profesionalismo de primer nivel al fichar por el equipo italiano Lampre.

## Palmarés
2007
- Campeonato de Hungría en Ruta

2010
- 2.º en el Campeonato de Hungría en Ruta

2011
- 3.º en el Campeonato de Hungría Contrarreloj

## Equipos
- Cornix (2007)
- Cinelli (2008)
- Tusnad Cycling Team (2009-2010)
- Lampre-ISD (2011)